# Voltron Nevera
Voltron Nevera powered by Rimac est un parcours de montagnes russes en métal du parc Europa-Park, situé à Rust, dans le Bade-Wurtemberg, en Allemagne. C'est une attraction de type Stryker Coaster, conçue et développée par le constructeur allemand Mack Rides.
Après de premières informations en 2018, les travaux débutent en janvier 2022 avec le déplacement ou la suppression de certains éléments du parc. Son ouverture, prévue au printemps 2023, puis en fin d'année, est reportée en raison de retards dans l'approvisionnement,. La date d'ouverture est finalement le 26 avril 2024, avec deux jours plus tôt l'inauguration pour la presse.
L'attraction est construite dans un nouveau quartier dédié à la Croatie et Nikola Tesla. Il est décoré avec des maisons typiques et une réplique de 28 mètres de la tour de Wardenclyffe. Elle est située entre les quartiers grecs et russes.
Le parcours de Voltron Nevera, conçu pour procurer des sensations d'airtime, a une longueur de 1 385 mètres. Il est caractérisé par une vitesse de 100 km/h, 21 virages, 7 inversions et de nombreux éléments très modernes. Il détient également le record de propulsion la plus raide du monde, à 105°, pour commencer le parcours après une courte animation à l'intérieur.

## Historique
En 2018, Michael Mack confirme l'arrivée future d'une nouvelle attraction dans une nouvelle zone thématique. Trois ans plus tard, en mars 2021, cinq enregistrements de marque sont réalisés par Mack Media, dont au moins deux comprenant le nom "Ohm". Le thème de l'électricité est alors suspecté. Un premier aperçu de la zone concernée est publié par la ville de Rust en juillet 2021, dans le cadre de la modification du plan d'aménagement. Au mois de septembre 2021, Michael Mack et Europa Park partagent des vidéos où se trouvent des éléments rappelant Nikola Tesla et la Croatie, confirmant ainsi les théories.

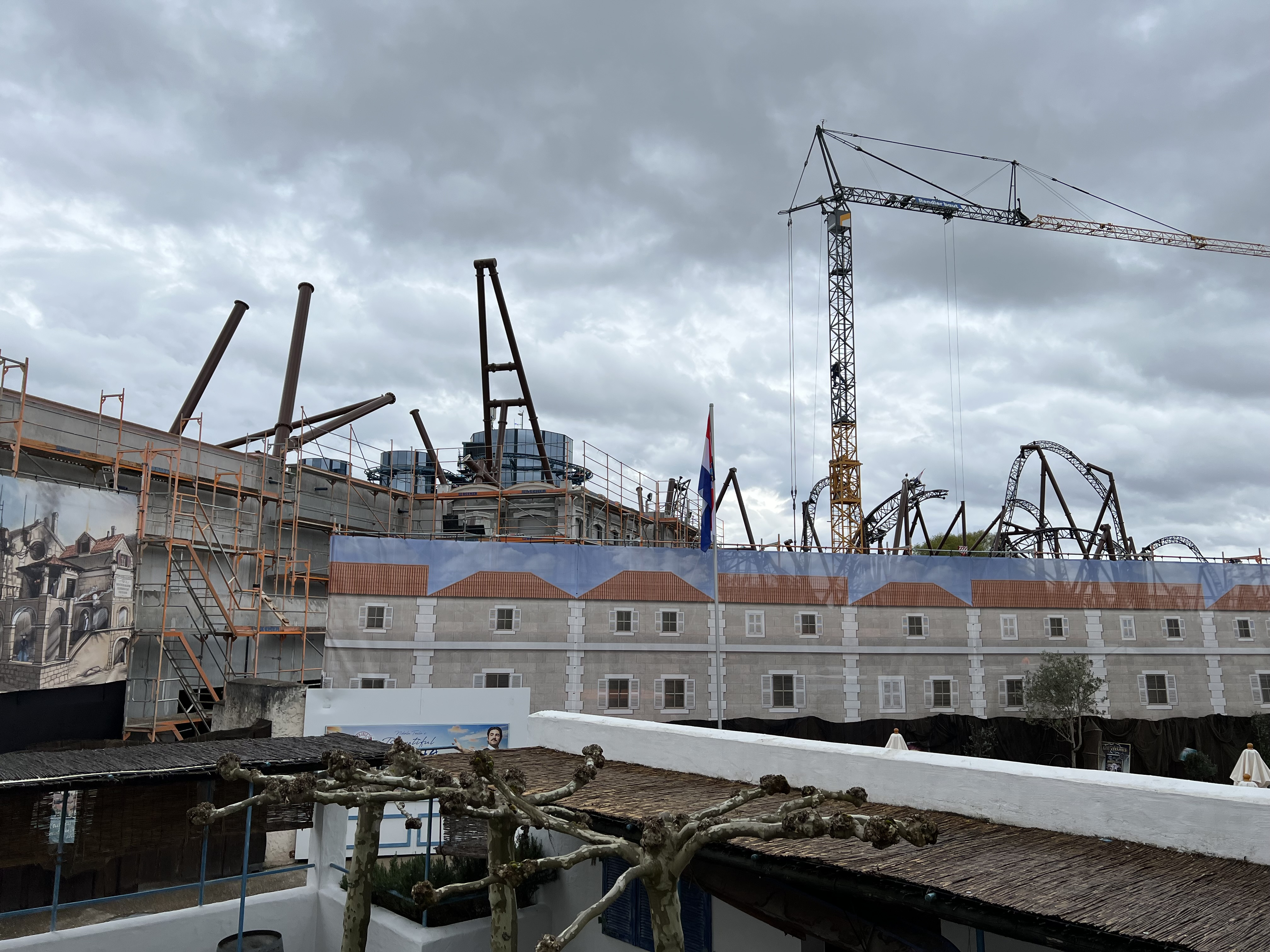
Le chantier de Voltron Nevera et du quartier croate en avril 2023

En janvier 2022, Europa Park annonce la fermeture du Traumzeit-Dome et du Flug des Ikarus, situés dans le quartier grec. La première est déplacée quelques mètres plus loin et présente le film Nikola Tesla's Beautiful Croatia en 2023. La seconde est déplacée dans le nouveau quartier du Liechtenstein, créé en 2023. En février, l'imposante antenne parabolique située à côté d'Euro Mir est démontée, 25 ans après son installation,.

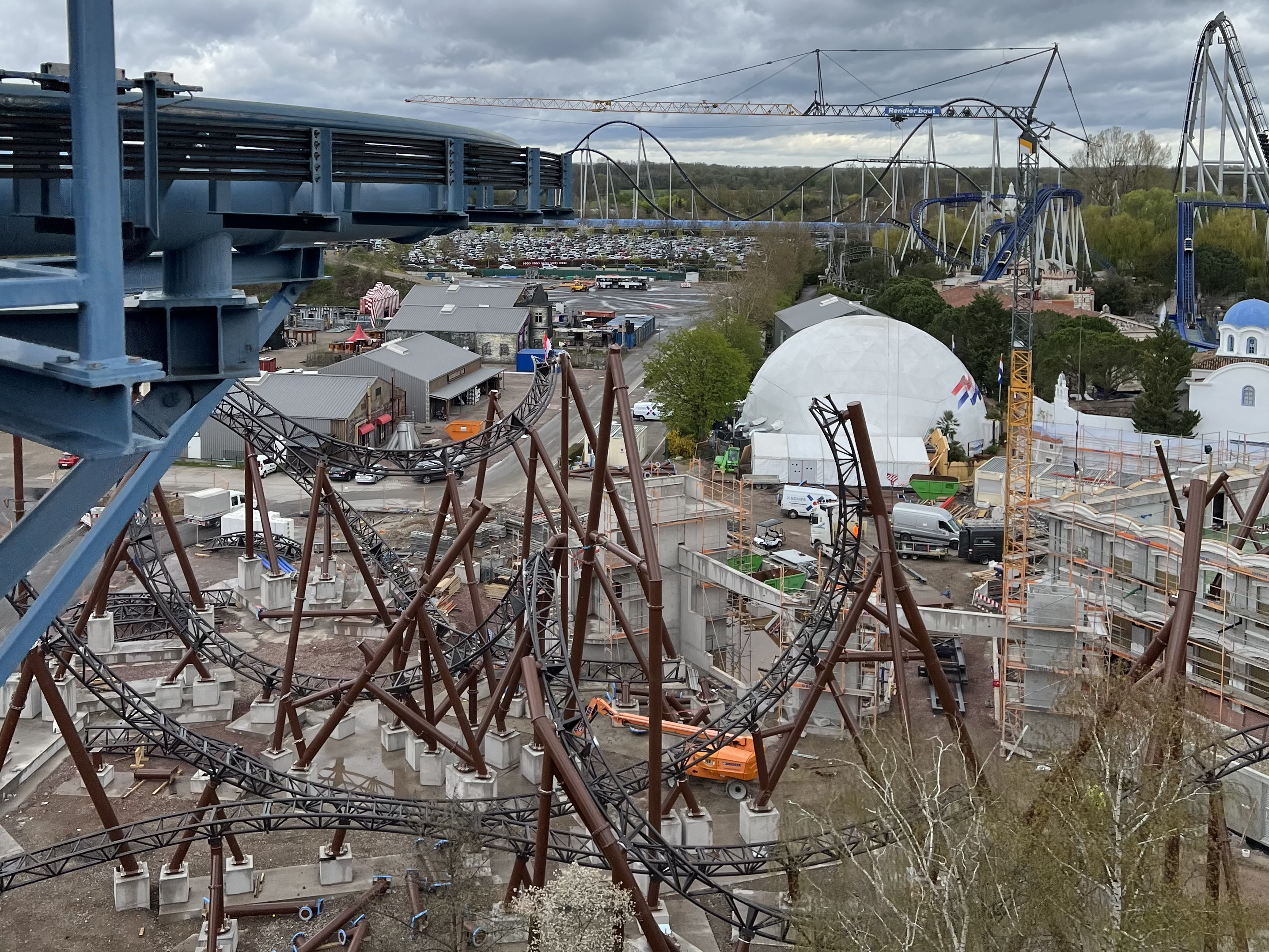
Voltron Nevera depuis Euro-Mir en avril 2023

Voltron Nevera est officiellement présenté en mars 2022 lors de la conférence de presse consacrée à la nouvelle saison. Les premières images du parcours sont présentées et les travaux débutent. Jusqu'à la fin de l'année, de nombreux dessins préparatoires sont partagés, de même que les premières images des rails. Un premier rail est livré en janvier 2023, et posé le mois suivant. Le 23 mars 2023, la maquette et l'onride 3D sont présentés par Europa Park. Le dernier rail est monté mi-mai 2023, quinze semaines après le premier.
Après avoir été connu sous le nom de projet Voltron Coaster pendant plusieurs mois, le nom officiel de l'attraction est finalement Voltron Nevera powered by Rimac, du nom de la voiture électrique la plus rapide du monde, la Rimac Nevera. Il a été annoncé sur l'île croate de Hvar le 10 août 2023. Aussi, il est important de noter que le mot « nevera » est donné à une tempête sur les côtes croates.
Fin janvier 2024, les trains de l'attractions sont arrivés sur le site et les premières images révélées.
La cérémonie d'ouverture officielle du Voltron Nevera, où presse et public sont présents, se tient le 24 avril 2024, où des invités sont parmi les premiers passagers officiels de l'attraction. Il ouvre au grand public deux jours plus tard.

## Thème
Le thème de l'attraction est la Croatie et plus particulièrement l'univers de Nikola Tesla, inventeur et ingénieur d'origine Serbe, considéré comme l'un des plus grands scientifiques de l'histoire de la technologie. Les visiteurs feront partie de l'une de ses expériences. Plutôt que l'électricité, la tour de Wardenclyffe reproduite vers la gare est utilisée pour téléporter les humains sous forme d'énergie, dans la narration d'Europa Park. Une deuxième tour, point d'arrivée de cette téléportation, se situe à l'extrémité du parcours, vers la troisième zone de propulsion.
Une nouvelle zone thématique d'une surface de 20 000 m2 a été construite pour accueillir Voltron Nevera, mais ne devrait ouvrir qu'après l'attraction. Elle est située à l'Ouest des zones grecques et russes, entre les entrepôts et les zones administratives du parc. L'attraction Euro-Mir surplombe le quartier, qui comprend en outre deux lacs, dont un survolé par l'attraction et représentant la mer Adriatique. Une attraction sur Jure Grando, le premier humain décrit comme vampire au XVIIe siècle, devrait suivre.

## Caractéristiques
Voltron Nevera est le premier parcours de Stryker Coaster construit par l'entreprise allemande Mack Rides. Il s'agit d'une version améliorée du BigDipper, d'où son surnom de BigDipper 2.0. Ces attractions ont pour caractéristiques des voitures à empattement court afin de maximiser les manœuvres et rendre les parcours plus compacts. Le constructeur a opté pour des trains à capacité doublée, 16 passagers plutôt que 8, et un parcours beaucoup plus long (1 385 mètres) en comparaison avec les modèles de BigDipper déjà existants ; Lost Gravity à Walibi Holland (680 mètres) et Dynamite à Freizeitpark Plohn (500 mètres). Aussi, le départ est lancé et non lifté.
Voltron Nevera est composé de 142 éléments de rails, faisant chacun entre huit et douze mètres de long et pesant jusqu'à 3,5 tonnes. Près de 500 tonnes de supports tiennent les 1 385 mètres de rails. De plus, quelques 300 stators propulsent les trains à quatre reprises, dont une fois en arrière. Chaque train est composé de 24'893 pièces.

## Parcours

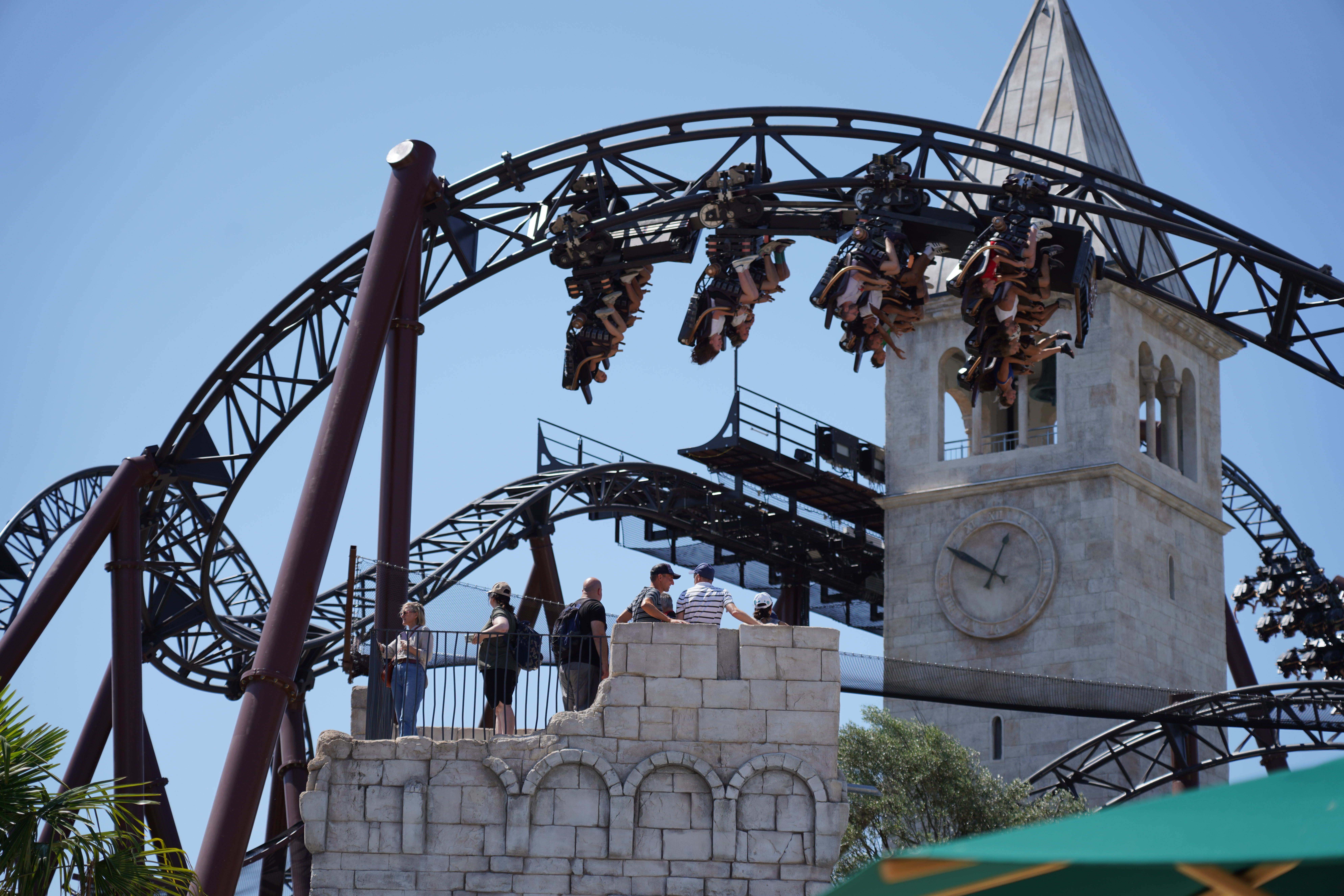
Train du Voltron près de la tour d'observation

On accède à la gare de Voltron Nevera par un pont surplombant un point d'eau. C'est un bâtiment de 220 m2, représentant une ancienne centrale hydroélectrique, tandis que la sortie se fait par une boutique de 250 m2. Les visiteurs peuvent choisir entre trois files d'attente : la file classique (250 mètres de longueur), la file Virtual Line (37 mètres) et la file Single Riders (35 mètres). La file d'attente classique est accompagnée d'effets spéciaux, d'innombrables éclairs et d'animatroniques.
À la sortie de la gare, les trains sont amenés sur un rail d’effet développé par Mack Rides. Ce dernier élève le train, émet des vibrations et surélève le train deux fois, faisant un effet de rebond. Ce système d’effet est le même qui est utilisé dans le restaurant Eatrenalin, situé à côté de l’hôtel Krønasår. Ensuite de cela, les trains sont propulsés verticalement à 32,5 mètres de hauteur avec une puissance de 2 500 chevaux. Selon les premières vidéos, le parcours durerait environ deux minutes entre le premier lancement et les freins de fin de parcours, sans le passage en gare. Les sept trains, pouvant accueillir 16 passagers chacun, seront simultanément trois ou quatre sur le parcours, permettant un débit d'environ 1 600 personnes par heure,.
Le parcours comprend 7 inversions et 21 virages, mais également plusieurs lancements magnétiques (LSM), dont un vertical, ainsi qu'un parcours scénique, une flèche verticale de retour en arrière ("spike") et une plaque tournante pour permettre aux trains un retour en arrière. Chaque zone de lancement (launch) permet en outre de faire repartir le train en cas d'arrêt sur le parcours.
Les sept inversions qui composent le parcours sont : 
- Inverted Top Hat (la première, dans laquelle le train est propulsé à 105°)
- Descencing Roll
- Immelmann
- Inverted Stall
- Dive Loop
- Falling Roll
- Corkscrew

Notons qu'un tunnel et deux demi-sphères seront installées pour éviter les collisions avec les chauves-souris, très présentes dans le secteur.